# Episodi di Spin City (terza stagione)
La terza stagione della serie televisiva Spin City, composta da 26 episodi, è stata trasmessa negli Stati Uniti dal canale ABC tra il 22 settembre 1998 e il 25 maggio 1999.
| nº | Titolo originale                        | Titolo italiano              | Prima TV USA      | Prima TV Italia |
| -- | --------------------------------------- | ---------------------------- | ----------------- | --------------- |
| 1  | Dead Dog Talking                        | Eroe per caso                | 22 settembre 1998 |                 |
| 2  | There's Something About Heidi           | A proposito di Heidi         | 29 settembre 1998 |                 |
| 3  | Gone with the Wind                      | Via col vento                | 6 ottobre 1998    |                 |
| 4  | The Deer Hunter                         | Il cacciatore pentito        | 13 ottobre 1998   |                 |
| 5  | It Happened One Night                   | Uno scapolo e un bebè        | 20 ottobre 1998   |                 |
| 6  | Three Men and a Little Lady             | Tre uomini e una ragazzina   | 27 ottobre 1998   |                 |
| 7  | An Officer and a Gentleman              | Ufficiale e gentiluomo       | 17 novembre 1998  |                 |
| 8  | Quest for Fire                          | Il fuoco di Olimpia          | 10 novembre 1998  |                 |
| 9  | The Kidney's All Right                  | Quel rene è perfetto         | 17 novembre 1998  |                 |
| 10 | Gobble the Wonder Turkey Saves the Day  | Il giorno del ringraziamento | 24 novembre 1998  |                 |
| 11 | Local Hero                              | Un ballo in maschera         | 8 dicembre 1998   |                 |
| 12 | Monkey Business                         | La scimmia di Natale         | 15 dicembre 1998  |                 |
| 13 | Taxi Driver                             | Taxi driver                  | 5 gennaio 1999    |                 |
| 14 | The Nutty Deputy Mayor                  | Il vicesindaco tutto matto   | 12 gennaio 1999   |                 |
| 15 | Not in the Line of Fire                 | Sotto tiro                   | 26 gennaio 1999   |                 |
| 16 | Internal Affairs                        | Affari sporchi               | 9 febbraio 1999   |                 |
| 17 | Dick Clark's Rockin' Make-Out Party '99 | Gli allegri porcelloni       | 16 febbraio 1999  |                 |
| 18 | Back to the Future IV: Judgment Day     | Ritorno al futuro IV         | 23 febbraio 1999  |                 |
| 19 | Politically Incorrect                   | Politicamente scorretto      | 2 marzo 1999      |                 |
| 20 | That's Entertainment                    | La serata degli Oscar        | 16 marzo 1999     |                 |
| 21 | The Last Temptation of Mike             | Un papà in affitto           | 6 aprile 1999     |                 |
| 22 | Carter & Stuart & Bennett & Deirdre     | Amici miei                   | 13 aprile 1999    |                 |
| 23 | The Mayor with Two Brains               | La fiera della vanità        | 4 maggio 1999     |                 |
| 24 | Wall Street                             | La borsa non va              | 11 maggio 1999    |                 |
| 25 | Klumageddon (part 1)                    | Attrazione fatale (Parte 1ª) | 18 maggio 1999    |                 |
| 26 | Klumageddon (part 2)                    | Attrazione fatale (Parte 2ª) | 25 maggio 1999    |                 |